# Eulophia ephippium
Eulophia ephippium là một loài thực vật có hoa trong họ Lan. Loài này được (Rchb.f.) Butzin mô tả khoa học đầu tiên năm 1975.